# Tunnel ferroviaire du Puymorens
Cet article concerne le tunnel ferroviaire. Pour le tunnel routier, voir tunnel routier du Puymorens.
Le tunnel du Puymorens est un tunnel situé sur la ligne de Portet-Saint-Simon à Puigcerda (frontière). Il permet de traverser le col du Puymorens entre les communes de L'Hospitalet-près-l'Andorre (Ariège) et Porté-Puymorens (Pyrénées-Orientales).

## Caractéristiques

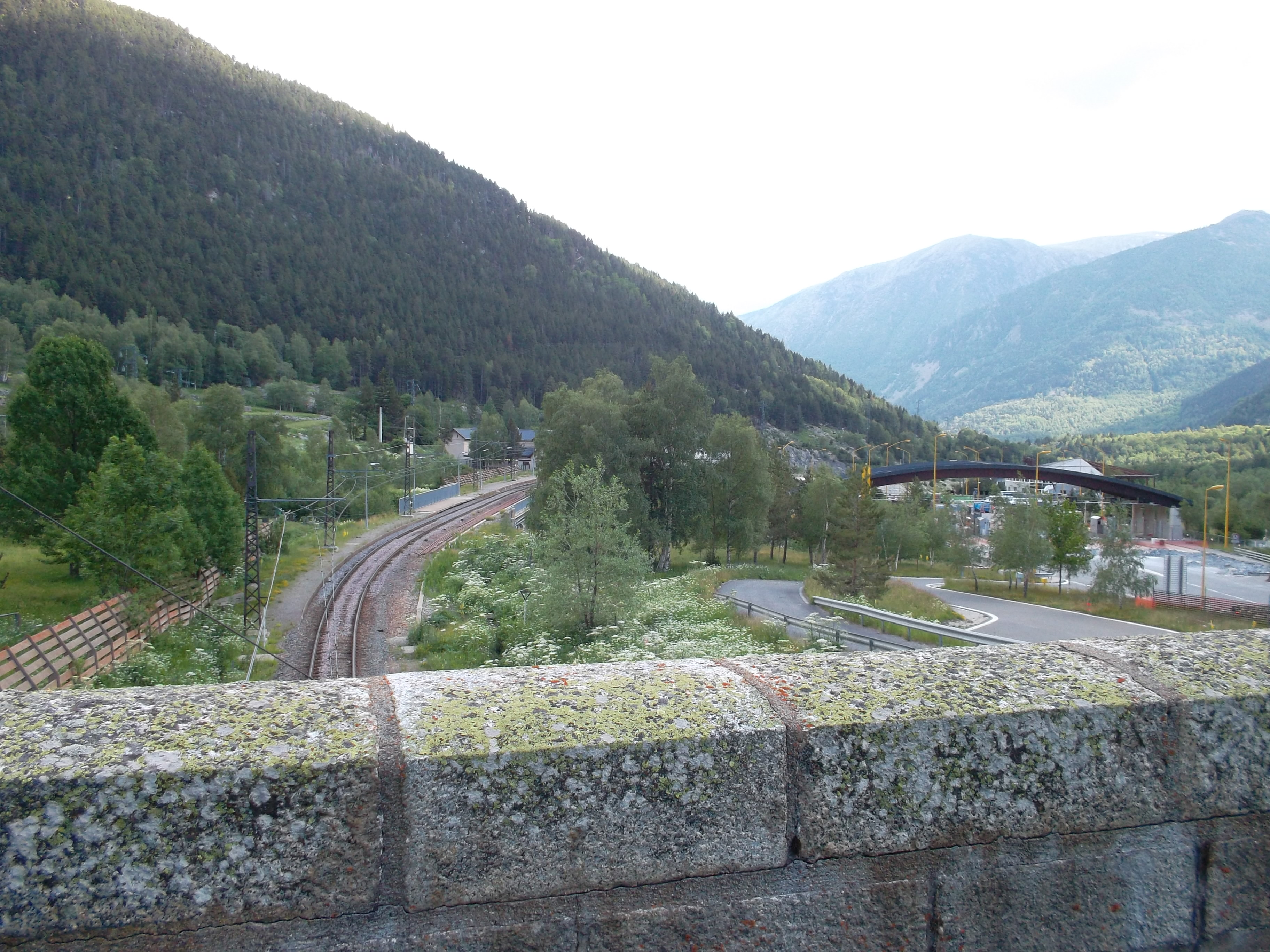
La sortie sud du tunnel à Porté-Puymorens.

Situé à plus de 1 500 m d'altitude, ce tunnel est l'un des points les plus élevés du réseau ferré national français et des chemins de fer à voie normale en Europe. Ce tunnel est également l'un des tunnels ferroviaires les plus longs situés entièrement sur le territoire français. L'entrée côté l'Hospitalet est à l'altitude de 1445,20 m et celle côté Porté à 1562,20 m. Le point haut est à la cote 1567,25 m.
Les problèmes de gel et de stalactites ont obligé les ingénieurs à installer un système de portes automatiques à l'entrée du tunnel, qui s'ouvrent au passage des trains.

## Histoire
En 1937, il était projeté de construire une gare souterraine afin de desservir la station de ski implantée au col du Puymorens. Cette gare aurait été reliée au col par un ascenseur ou un funiculaire. Ce projet n'a jamais vu le jour.

## Tunnels voisins
En 1994, un tunnel routier parallèle à ce tunnel a été mis en service.
Un troisième "tunnel", bien moins connu, a été creusé en 1959 en parallèle, par EDF, pour le fonctionnement de l'aménagement hydroélectrique concédé de l'Hospitalet-Mérens et en respect de l'Accord franco-espagnol du 12 juillet 1958 relatif à l'utilisation des eaux du lac de Lanoux. La fonction de cette galerie (aussi appelée canal Verdier) est de prendre les eaux de l'Ariège dès l'entrée en plein territoire français pour les ramener sur le bassin versant du Carol, en compensation, en quantités égales, des eaux détournées par le barrage du Lanoux vers l'usine de l'Hospitalet.